# Biały Drin

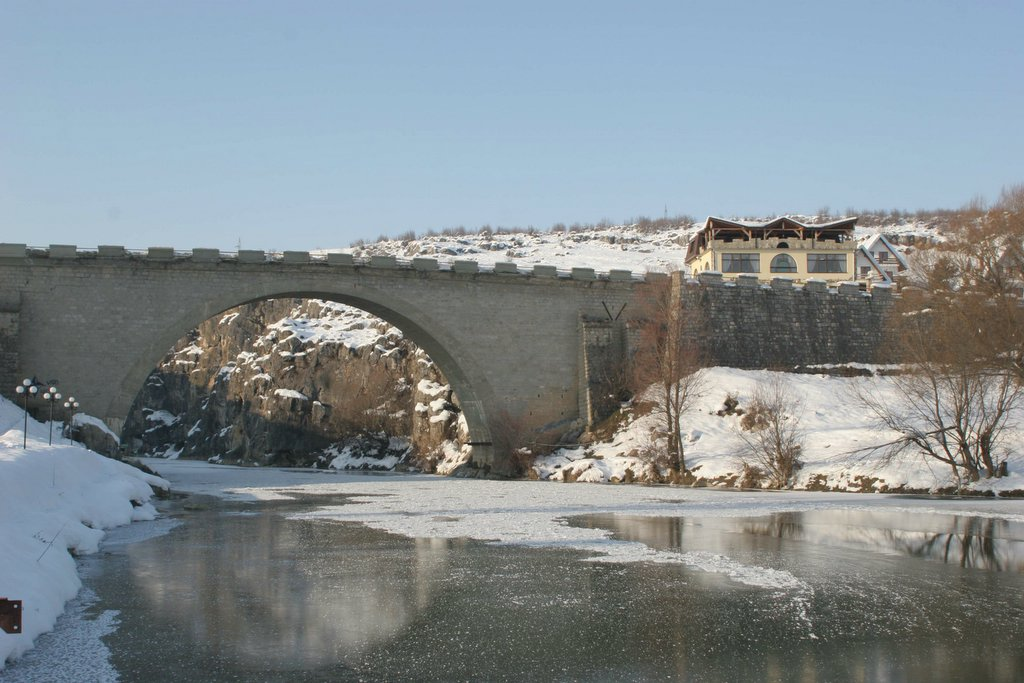
Most Ura e Fshejte

Biały Drin (serb. Бели Дрим – Beli Drim, alb. Drini i Bardhë) – rzeka w zachodnim Kosowie i północnej Albanii, w zlewisku Morza Adriatyckiego. Długość – 175 km (156 km w Kosowie, 19 km w Albanii), powierzchnia zlewni – 4964 km² (4360 km² w Kosowie, 604 km² w Albanii), średni przepływ – 56 m³/s.
Źródła Białego Drinu leżą na południowych zboczach pasma górskiego Žljeb na północ od Peća. Rzeka początkowo płynie pod ziemią i wypływa jako silne źródło z 25-metrowym wodospadem koło wsi Radovac. Spływa na wschód do kotliny Metohiji, gdzie staje się osią rozbudowanego systemu wodnego. Z gór i wzgórz otaczających kotlinę przyjmuje dopływy Pećka Bistrica, Dečanska Bistrica, Prue potok i Erenik (prawe) oraz Istočka, Klina, Miruša, Rimnik, Topluga i Prizrenska Bistrica (lewe). Płynie na południe, przed miastem Prizren skręca na południowy zachód i przecina granicę kosowsko-albańską. Przyjmuje ostatni większy dopływ Lumë i koło Kukës łączy się z Czarnym Drinem, tworząc Drin. Cały albański odcinek rzeki i część odcinka kosowskiego są zalane przez sztuczny zbiornik wodny Fierza.
Biały Drin nie przepływa przez większe miasta – Peć, Đakovicę i Prizren omija w odległości kilku km. Na terenie Metohiji wody Białego Drinu są używane do zaopatrywania ludności w wodę, nawadniania i produkcji energii elektrycznej (prawe dopływy). Rzeka nie jest żeglowna.